# Dương Thành, Tấn Thành
Dương Thành (chữ Hán giản thể: 阳城县, âm Hán Việt: Dương Thành huyện) là một huyện thuộc địa cấp thị Tấn Thành, Tấn Thành, tỉnh Sơn Tây, Cộng hòa Nhân dân Trung Hoa. Huyện Dương Thành có diện tích 1968 km², dân số 400.000 người. Huyện Dương Thành được chia thành 1 nhai đạo, 10 trấn, 7 hương và 1 lâm trường. Huyện này nằm ở trung độ của miền nam Sơn Tây. Thời cổ có thể là Hoạch Trạch, Bắc Ngụy gọi là Dương Thành. Huyện này có ngành khai thác than đá và du lịch phát triển, nổi tiếng với Hoàng thành tướng phủ ở trấn Bắc Lưu.

## Đơn vị hành chính
| Trấn                         | Trấn       | Trấn       | Trấn                   |
| Tên                          | Giản thể   | Phồn thể   | Bính âm                |
| ---------------------------- | ---------- | ---------- | ---------------------- |
| Phượng Thành                 | 凤城镇     | 鳳城鎮     | Fèngchéngzhèn          |
| Bắc Lưu                      | 北留镇     | 北留鎮     | Běiliúzhèn             |
| Nhuận Thành                  | 润城镇     | 潤城鎮     | Rùnchéngzhèn           |
| Đinh Điếm                    | 町店镇     | 町店鎮     | Dīngdiànzhèn           |
| Cần Trì                      | 芹池镇     | 芹池鎮     | Qínchízhèn             |
| Thứ Doanh                    | 次营镇     | 次營鎮     | Cìyíngzhèn             |
| Hoành Hà                     | 横河镇     | 橫河鎮     | Hénghézhèn             |
| Hà Bắc                       | 河北镇     | 河北鎮     | Héběizhèn              |
| Mãng Hà                      | 蟒河镇     | 蟒河鎮     | Mǎnghézhèn             |
| Đông Dã                      | 东冶镇     | 東冶鎮     | Dōngyězhèn             |
| Hương                        |            |            |                        |
| Bạch Tang                    | 白桑乡     | 白桑鄉     | Báisāngxiāng           |
| Tự Đầu                       | 寺头乡     | 寺頭鄉     | Sìtóuxiāng             |
| Tây Hà                       | 西河乡     | 西河鄉     | Xīhéxiāng              |
| Diễn Lễ                      | 演礼乡     | 演禮鄉     | Yǎnlǐxiāng             |
| Cố Long                      | 固隆乡     | 固隆鄉     | Gùlóngxiāng            |
| Đổng Phong                   | 董封乡     | 董封鄉     | Dǒngfēngxiāng          |
| Giá Lĩnh                     | 驾岭乡     | 駕嶺鄉     | Jiàlǐngxiāng           |
| Nhai đạo                     |            |            |                        |
| Đông Thành                   | 东城街道   | 東城街道   | Dōngchéng Jiēdào       |
| Lâm trường                   |            |            |                        |
| Lâm trường huyện Dương Thành | 阳城县林场 | 陽城縣林場 | Yángchéngxiàn Línchǎng |